# سنگسار تاکستان
پرونده سنگسار تاکستان به بررسی اتهام رابطه جعفر کیانی و مکرمه ابراهیمی ۴۷ و ۴۳ ساله می‌پرداخت که بر اساس حکم قوه قضائیه جمهوری اسلامی ایران در سال ۱۳۷۵ به اتهام داشتن «روابط نامشروع» به سنگسار (رجم) محکوم شدند. متهمان بیش از ۱۱ سال را در انتظار اجرای حکم در زندان چوبین قزوین گذراندند. این پرونده در سال ۱۳۸۶ با سنگسار جعفر کیانی و آزادی مکرمه ابراهیمی خاتمه یافت.

## اجرای حکم
در خرداد ۱۳۸۶ در حالی‌که زمینه‌های لازم برای اجرای حکم سنگسار در تاکستان آماده بود با دستور شبانهٔ رئیس کل دادگستری استان قزوین متوقف شد. طرفداران حقوق بشر، فعالان اجتماعی و برخی از وکلا، پس از آگاه شدن از این رویداد تلاشهای وسیعی برای جلوگیری از اجرای حکم انجام دادند. در اثر این تلاشها رئیس قوهٔ قضائیه وعدهٔ تعویق اجرای حکم را داد. با این‌حال در ۱۴ تیر ۱۳۸۶ اعلام شد حکم سنگسار جعفر کیانی در تاکستان اجرا شده‌است.

## بازتاب
با انتشار خبر سنگسار کیانی، سرپرست دادگاه‌های تجدید نظر و کیفری استان تهران اعلام کرد ارادهٔ جدی رئیس قوه قضائیه بر جلوگیری از اجرای این حکم بوده و افزود: «اجرای این حکم ما را تعجب‌زده کرد. وقتی پیگیری کردیم متوجه شدیم این حکم برای یکی از محکومان اجرا شده‌است، بنابراین رئیس قوه قضائیه با انجام پیگیری، اجرای حکم برای خانم محکوم به رجم را متوقف کرد.»
شادی صدر که در مقطعی، وکالت متهم‌های این پرونده را به‌عهده داشت در مصاحبه‌ای گفت: «قاضی اجرای احکام اصرار ویژه‌ای برای سنگسار این دو نفر داشته‌است و حتی ارتباطاتی نیز با کمیسیون عفو بخشودگی داشته‌است تا مبادا این دو نفر بخشوده شوند و این از عجایب است». او با استناد به گفتهٔ حاضران در محل سنگسار، ایرادهای شرعی را به نحوهٔ اجرای حکم وارد دانست. به گفتهٔ صدر سنگ‌های استفاده شده برای اجرای حکم، به وضوح از اندازهٔ مجاز شرعی بزرگ‌تر بوده‌اند و کیانی پس از سنگسار، در حالی که گوش و بینی‌اش کنده و له شده بوده، همچنان زنده بوده و وقتی پزشک قانونی زنده بودن او را تأیید می‌کند، یکی از حضار با یک بلوک سیمانی بزرگ بر سرش می‌کوبد و او جان می‌دهد.
سنگسار جعفر کیانی، واکنش شدید سازمان‌های حقوق بشری مانند دیدبان حقوق بشر، عفو بین‌الملل و کمیساریای عالی حقوق بشر سازمان ملل متحد را در پی داشت. در داخل ایران هم تعدادی از مراجع، از جمله حسینعلی منتظری و یوسف صانعی با اجرای حکم مخالفت کردند. پس از واکنش گسترده به سنگسار کیانی، برخی رسانه‌های نزدیک به حکومت ایران، رسانه‌هایی مثل بخش فارسی دویچه وله، بی‌بی‌سی فارسی و رادیو فردا را متهم به سیاه‌نمایی و تلاش برای عقب مانده و غیرانسانی نشان دادن احکام اسلامی کردند. محمدجواد لاریجانی دبیر حقوق بشر قوه قضائیه، اجرای حکم سنگسار را ناشی از اشتباه قاضی دانست و گفت: «برخی فکر می‌کنند چون غربی‌ها راجع به سنگسار به ما فحش می‌دهند ما خجالت می‌کشیم که احکام را اجرا کنیم در صورتی که چنین چیزی نیست. اصل فقه شیعه و فقه اهل بیت، فقه خجالت نیست».

## آزادی متهم زن
مکرمه ابراهیمی در این پرونده، از اتهام زنای محصنه تبرئه نشد اما به دلیل توبه و درخواست عفو، به تشخیص قوهٔ قضائیه و کمیسیون عفو و بخشودگی مورد بخشش قرار گرفت. او در ۲۷ اسفند ۱۳۸۶ از زندان آزاد شد.